# لعبة قتال

على الرغم من أن ستريت فايتر ليست لعبة القتال الأولى ولكنها تعتبر الأشهر الألعاب من هذا النوع.

 لعبة القتال أو اللعبة القتالية (بالإنجليزية: Fighting game)‏ هو نوع لعبة فيديو ونوع فرعي من ألعاب الأكشن يتقاتل فيه لاعبان ضد بعضهما في مكان معين لمدة معينة. وفيها يقوم اللاعبون بالضربات البدنية السريعة، وفي وقت قصير (غالباً دقيقة أو أقل) يحصل اللاعب الذي حقق ضرراً أكبر ضد اللاعب الآخر وقضى عليه على نقطة تدل على أنه فاز في الدور. تتطلب الكثير من ألعاب القتال الفوز في دورين لكي يواصل اللاعب اللعبة.

## ألعاب من هذا النوع
- ستريت فايتر
- مورتال كومبات
- سماك داون ضد راو 2010
- فيرتشوا فايتر (سلسلة)